# NGC 1496
NGC 1496 (również OCL 396) – gromada otwarta znajdująca się w gwiazdozbiorze Perseusza. Odkrył ją John Herschel 8 listopada 1831 roku. Jest położona w odległości ok. 4,0 tys. lat świetlnych od Słońca.